# 荒野の七人・真昼の決闘
『荒野の七人 真昼の決闘』（こうやのしちにん まひるのけっとう、原題: The Magnificent Seven Ride!）は、1972年のアメリカ合衆国の西部劇映画。
黒澤明監督の『七人の侍』（1954年）をリメイクして大ヒットした『荒野の七人』の続編4作目である。続編とはいうものの、前3作とのストーリーの継続性はない。初老を迎えたクリスを、西部劇の悪役として有名なリー・ヴァン・クリーフが演じている。

## ストーリー
メキシコの国境に程近い町で、クリスは、非情な保安官として職務をこなしていた。美しい妻アリラとも結婚し、不自由ない生活を送っていた。ある日、元新聞記者だと名乗る男ノアから、伝記の出版の誘いを受ける。いい加減な内容になりかねないと渋っていたクリスであったが、「どうせ誰かが書く」との言葉に、苦笑してノアと提携することを決める。ノアにかつての活躍を口述する中、町外れで命を助けたばかりのジム・マッケイがクリスに助けを求めて来る。ジムは、元賞金稼ぎの身ながらも、現在は国境付近の小さな村マグダレーナで保安官を勤めており、メキシコのファン・デ・トロ率いる山賊団からたびたび略奪を受けて、困っているという。かつての命の恩人からの頼みではあったが、もはや危険を冒したくないと、クリスは申し出を断わる。
翌日、アリラから「まだ子供だから」と懇願されて不承不承クリスが牢から釈放した強盗犯シェリー・ドノバンが、不良仲間のアラン兄弟とともに銀行を襲う。現場にいたクリスは撃たれて気絶し、アリラは連れ去られてしまう。重傷を負ったクリスだったが、傷も癒えぬまま妻の救出に出発し、「飯の種に死なれては困る」とノアも同行する。妻のアリラは無残な死体で発見され、復讐に燃えるクリスは追跡して発見したアラン兄弟を容赦なく射殺する。クリスはシェリーを探して追跡を続ける中、ジムの率いる村の男たちと遭遇する。クリスが再び応援を断わって立ち去った後、彼らはシェリーに手引きされた山賊に皆殺しにされてしまう。ジムはシェリーを追いかけて、相打ちで殺していたところを後でクリスに発見される。
状況を察して引き返したクリスたちが見たのは、皆殺しにされた男たちであった。女子供ばかりとなっている村を心配して2人は駆け付けたが、既に村はデ・トロから襲撃を受け、女たちは陵辱されて教会に押し込められていた。ローリーをはじめとする女たちに救出を約束したクリスは、かつて自ら捕まえてトゥーソン刑務所に送り込んだ無法者たちを仮釈放させ、自由をエサにデ・トロと戦わせることを考える。クリスたちはデ・トロの留守を狙いアジトを襲撃し、彼の愛人と武器を奪いマグダレーナ村に戻り、村の女たちと協力して村の防御を固める。数日後、デ・トロ一味が村を襲い銃撃戦となり、クリスは仲間の犠牲と引き換えにデ・トロを倒し、山賊を追い払うことに成功する。山賊たちを追い払った後、クリスとマークは保安官として村に住むことに決め、クリスはローリーと結ばれる。

## スタッフ
- 監督：ジョージ・マッコーワン
- 製作：ウィリアム・A・カラハン
- 脚本：アーサー・ロウ
- 音楽：エルマー・バーンスタイン
- 撮影：フレッド・コーネカンプ
- 美術：ジョン・T・マッコーマック
- 編集：ウォルター・トンプソン（英語版）
- 音響効果：ジョン・キーン

## キャスト
| 役名                 | 俳優                       | 日本語吹替                                               |
| 役名                 | 俳優                       | TBS版                                                    |
| -------------------- | -------------------------- | -------------------------------------------------------- |
| クリス・アダムス     | リー・ヴァン・クリーフ     | 納谷悟朗                                                 |
| ローリー             | ステファニー・パワーズ     | 鈴木弘子                                                 |
| ノア・フォーブス     | マイケル・カラン           | 田中信夫                                                 |
| マーク・スキナー     | ルーク・アスキュー         | 飯塚昭三                                                 |
| ペペ                 | ペドロ・アルメンダリス・Jr | 及川ヒロオ                                               |
| ヘイズ大尉           | ジェームズ・シッキング     | 仁内建之                                                 |
| スコット・エリオット | エド・ローター             | 千田光男                                                 |
| ジム・マッケイ       | ラルフ・ウェイト           | 細井重之                                                 |
| 不明 その他          |                            | 幹本雄之 有馬瑞香 山岡葉子 鳳芳野 谷口節 叶年央 藤城裕士 |
|                      |                            |                                                          |
| 演出                 | 演出                       | 蕨南勝之                                                 |
| 翻訳                 | 翻訳                       | 進藤光太                                                 |
| 効果                 | 効果                       | 芦田公雄                                                 |
| 調整                 | 調整                       | 山下欽也                                                 |
| 制作                 | 制作                       | 東北新社                                                 |
| 解説                 | 解説                       | 荻昌弘                                                   |
| 初回放送             | 初回放送                   | 1978年2月6日 『月曜ロードショー』                        |